# Lunella ogasawarana
Lunella ogasawarana is een slakkensoort uit de familie van de Turbinidae. De wetenschappelijke naam van de soort is voor het eerst geldig gepubliceerd in 2007 door Nakano, Takashashi & Ozawa.